# 池田尊弘
池田 尊弘（いけだ たかひろ、1958年（昭和33年）4月11日 - ）は、日本の教育者。創価学園主事、創価学園副理事長。創価学会第3代会長の池田大作の三男。

## 経歴
東京都出身。創価学会インタナショナル会長の池田大作と池田香峯子の三男として生まれる。幼稚舎より慶應義塾に学ぶ。創価大学・慶應義塾大学卒業。大学を卒業後は関西創価小学校と創価学園に勤務した。
これまでに創価学会副男子部長、創価学会副青年部長、創価学会副総合青年部長を経て創価学会副会長に就任。また創価学会副総東京長、創価学会関西方面副方面長、関西21世紀交響楽団顧問、創友会運営委員などを歴任した。

## 親族
- 父親：池田大作（創価学会名誉会長）
- 母親：池田香峯子（ビジャ・マリア大学名誉教授）
  - 兄：池田博正（創価学会主任副会長）
  - 兄：池田城久（創価大学職員）

## 所属協会
- 創価学会副男子部長
- 創価学会副青年部長
- 創価学会副総合青年部長
- 創価学会副会長
- 創価学会副総東京長
- 創価学会関西方面副方面長
- 創価学園主事
- 創価学園副理事長
- 関西21世紀交響楽団顧問
- 創友会運営委員